# Victor Cline
Victor Bailey Cline (* 1925; † 15. Januar 2013 in Salt Lake City) war ein US-amerikanischer Psychoanalytiker, dessen Arbeiten sich überwiegend mit „Sexsucht“ befassen. Dabei beschäftigte sich Cline insbesondere mit Fragestellungen in Verbindung mit Pornografie. Cline war Professor an der Universität von Utah. Er war Mormone und engagierte sich in verschiedenen Organisationen, die die Bedeutung der Familie fördern wollen, wie „The Lighted Candle Society“ und „Marriage and Family Enrichment“, deren Mitbegründer er ist.

## Schriften
- Victor B. Cline: Pornography's Effects on Adults and Children.
- Victor B. Cline: Aussage vor der COPA-Kommission zu den Auswirkungen von Pornografie. (englisch)
- Victor B. Cline: Treatment and Healing of Pornographic and Sexual Addictions. (Archivversion vom 30. April 2006)